# 음악동네
음악동네는 MBC FM4U에서 매일 오후 4시부터 저녁 6시까지 방송되었던 라디오 프로그램이다.

## 역사
2009년 4월 20일 봄 개편으로 "오후의 발견"이 잠정적으로 폐지되면서 첫방송됐으나, "오후의 발견"이 다시 부활하면서 2012년 10월 21일 방송을 마지막으로 3년 만에 폐지되었다.

## 역대 DJ
- 최은경 : 2009년 4월 20일 ~ 2010년 7월 4일
- 홍은희 : 2010년 7월 5일 ~ 2011년 10월 23일
- 허수경 : 2011년 10월 24일 ~ 2012년 10월 21일

## 코너

### 매일 코너
- 오후에 말을 걸다
- 불후의 두 곡
- 우리 동네 전광판

### 요일별 코너
- (월): Dear, ☆★☆
- (화): 네.바.퀴 with 나무자전거
- (수): 디스코와 나팔바지 with 이한철
- (목): 여인의 향기 with 이국주
- (금): 나도 PD다
- (토): 이오공감
- (일): 차트쇼!내가 제일 잘나가, 순정동 with 김현철

## 지역별 자체방송
부산문화방송, MBC경남 창원방송, 목포문화방송, 제주문화방송은 자체방송을 하지 않고 수도권의 방송을 재전송하여 방송했다.
MY MBC DMB 라디오로는 서울, 수도권, 부산, 울산, 경남 일부와 대구, 경북 일부, 강원 일부지역에서도 청취 가능했으나 2011년 1월 1일 자로 MY MBC DMB 라디오가 폐지되고 24시간 음악방송으로 전환되어 Channel M으로 이름을 변경하면서 서울, 수도권에서는 송출이 중단되었다.
| 프로그램                | 방송지역                                | 방송국           | 진행자     |
| ----------------------- | --------------------------------------- | ---------------- | ---------- |
| 이경미의 음악동네       | 춘천시, 강원도 영서 중북부              | 춘천문화방송     | 이경미     |
| 유라의 음악동네         | 원주시, 강원도 영서 남부                | 원주문화방송     | 송유라     |
| 성스리의 음악동네       | 강릉시, 강원도 영동 중북부              | 강릉문화방송     | 성스리     |
| 서지희의 음악동네       | 삼척시, 강원도 영동 남부                | 삼척문화방송     | 서지희     |
| 이승철의 음악동네       | 광주광역시, 전라남도 중북부             | 광주문화방송     | 이승철     |
| 채솔이의 음악동네       | 여수시, 전라남도 동부                   | 여수문화방송     | 채솔이     |
| 문가빈의 오후의 발견    | 진주시, 경상남도 서부                   | MBC경남 진주방송 | 문가빈     |
| 예솔이와 뮤직톡톡       | 전라북도                                | 전주문화방송     | 김예솔     |
| 구인혜 음악이 있는 오후 | 울산광역시                              | 울산문화방송     | 구인혜     |
| 박주영의 뮤직홀릭 4번가 | 안동시, 경상북도 북부                   | 안동문화방송     | 박주영     |
| 이현정의 가요산책       | 충주시, 충청북도 북부                   | 충주문화방송     | 이현정     |
| 조혜선의 가요응접실     | 청주시, 충청북도 중남부, 세종특별자치시 | 청주문화방송     | 조혜선     |
| FM 음악여행             | 대구광역시, 경상북도 중서남부           | 대구문화방송     | DJ멘트없음 |
| FM 음악공간             | 포항시, 경상북도 동해안                 | 포항문화방송     | DJ멘트없음 |